# John Ernest
John Ernest (* 6. Mai 1922 in Philadelphia, Pennsylvania, USA; † 21. Juli 1994 in Exeter, Großbritannien) war ein US-amerikanischer Maler, Grafiker und Reliefkünstler, der den größten Teil seines Lebens in Großbritannien verbrachte. Er gilt als ein wichtiger Vertreter der konstruktivistischen Kunst und der Geometrischen Abstraktion der 1950er und 1960er Jahre in Großbritannien.

## Leben
John Ernest studierte von 1936 bis 1941 in Philadelphia und in New York City. Er arbeitete als Zeichner in Amerika. Im Jahr 1946 zog er nach England.
Als er 1951 nach London kam, sah er die Gruppenausstellung Abstract Paintings, Sculptures, Mobiles in der AIA Gallery, die ihn sehr beeindruckte. Im selben Jahr begann er ein Studium an der St Martin’s School of Art. Er kam dort unter den künstlerischen Einfluss von Victor Pasmore und anderen Vertretern des Konstruktivismus.
In den 1950er Jahren verkehrte er mit Künstlern wie Anthony Hill, Kenneth Martin, Mary Martin, Stephen Gilbert und Gillian Wise und wurde selbst ein wichtiges Mitglied der britischen konstruktivistischen Kunst-Bewegung. Ab 1954 benutzte er maschinell hergestellte Materialien (wie Metalle: Stahl oder Aluminium) für seine Kunst. Ab 1956 war er Lehrer an der Bath Academy of Art in Corsham.
John Ernest schuf Reliefs und auch frei stehende skulpturale Konstruktionen. Einige seiner Werke sind Teil der Sammlung der Tate Gallery in London. Er entwarf 1961einen Turm und ein großes Wand-Relief für den Kongress der Union Internationale des Architectes, South Bank in London. Seine erste Einzelausstellung hatte er im Juli 1964 im Institute of Contemporary Arts (ICA) in London. Im Jahr 1968 war er mit vier farbigen Metallreliefs Teilnehmer der 4. documenta in Kassel.
Ernest war bekannt für seine präzise und sorgfältige Arbeit. Symmetrie und Asymmetrie waren wesentliche Elemente seiner Reliefs. Er verwendete Angewandte Mathematik und Geometrie für seine Kompositionen, hielt aber die zugrunde liegenden Theorien einfach, ähnlich wie Pasmore und Hill. John Ernest hatte eine lebenslange Faszination für die Mathematik, zusammen mit seinem Kollegen Anthony Hill lieferte er zum Beispiel Beiträge zur Graphentheorie.